# サモア

サモア独立国
Malo Saʻoloto Tutoʻatasi o Sāmoa
Independent State of Samoa

国の標語：Fa'avae i le Atua Samoa
 （サモア語: 神のサモアにあらんことを）
国歌：The Banner of Freedom
自由の旗

サモア（サモア、サモア語: Mālō Sa'oloto Tuto'atasi o Samoa、英: Independent State of Samoa）、通称サモアは、南太平洋（オセアニア）に位置し、ウポル島、サバイイ島および6つの小島からなる国家。首都はウポル島南西部に位置する北アピアである。
イギリス連邦加盟国のひとつ。サモア諸島のうち、西経171度線を境として北側に位置する。この経度を境にアメリカ領サモアとサモア独立国に分割されているが、住民も文化も同じポリネシア系である。

## 位置
正式名称は、サモア語では Mālō Sa'oloto Tuto'atasi o Samoa（マーロー・サッオロト・トゥトッアタシ・オ・サモア）、英語では Independent State of Samoa（インディペンデント・ステイト・オブ・サモア）。通称はいずれも、Samoa。文化的には共通であるが、東西サモアの政治的統合は現在のところ現実的な議論の対象とはなっていない。
国名は、サモアの『サ』はポリネシア語の場所を示す接頭語で、『モア』は創造神タンガロアの息子モア、またはその化身の鳥に由来し、サモア語で「モア神の聖地」という意味がある。
日本語表記は、サモア独立国。通称、サモア。
かつては、東側のアメリカ領サモア（東サモア）との対比で西サモア（サモア語で Samoa i Sisifo、英語で Western Samoa）と呼ばれてきたが、1997年7月4日に現在の国名に変更した。

## 歴年
- 1722年 - オランダ人の探検家ヤーコプ・ロッヘフェーンに確認される。
- 1768年 - フランス人航海者ルイ・アントワーヌ・ド・ブーガンヴィルが上陸する。
- 1860年 - アピアが捕鯨船の補給港として栄え、ドイツ、イギリス、アメリカが勢力を競う。
- 1892年 - 国際日付変更線の西側からアメリカ合衆国と同じ東側に移行、UTC-11となった。
- 1899年 - ドイツが西サモアを領有し（ドイツ領サモア）、アメリカが東サモア（現在のアメリカ領サモア）を領有する。
- 西サモアでは、このころ第1次マウ運動と呼ばれる独立運動が起きる。
- 1919年 - ニュージーランドを施政権者とする国際連盟委任統治領となる。
- 1919年 - スペインかぜの流行で人口の22％を失う。
- 1926年 - 第2次マウ運動の勃発。
- 1929年 - ニュージーランド軍がサモア人群衆に発砲し、4人の大首長（タマ・ア・アイガ）のひとりトゥプア・タマセセ・レアロフィオアッアナ2世が死亡する（黒い土曜日事件）。
- 1945年 - 国際連合信託統治領となる。
- 1962年 - 独立。国名「西サモア」。
- 1970年 - イギリス連邦に加盟。
- 1997年 - 国名を現在のサモア独立国に変更。
- 2009年9月7日 - 自動車の通行方式（対面交通）を、従来の右側通行から新たに左側通行へ変更[4]。これは同国の自動車普及において、左側通行のオーストラリアやニュージーランドが地理的に近いため、それらから右ハンドルの中古車を輸入することが低コストになるということが大きな理由とされる。
- 2009年9月29日 - 朝6時48分ごろ、アピアの南方約195キロを震源として、マグニチュード8.1の地震が発生（詳細はサモア沖地震 (2009年)を参照）。ウポル島南部を約10ヌードの津波が襲うなどの被害が生じた。サモア災害管理室によるとサモアで183人が死亡したと報じられている[5]。
- 2011年12月29日（30日）、31日 - オーストラリアなどとの時差を少なくするため、119年ぶりに自国の標準時を日付変更線の東側から西側に移し、UTC+13となった。これにより12月29日の翌日が12月31日となった。9月最終日曜日に始まる夏時間ではUTC+14となるため、世界でもっとも早く日付が変わる国のひとつとなった[6][7][8]。
- 2019年にワクチン忌避による麻疹の大流行が発生し非常事態宣言が出された（2019年のサモアにおける麻疹の流行）。
- 2023年 - 世界銀行から過剰債務のリスクが高いとの認識が示される[9]。

## 摂関

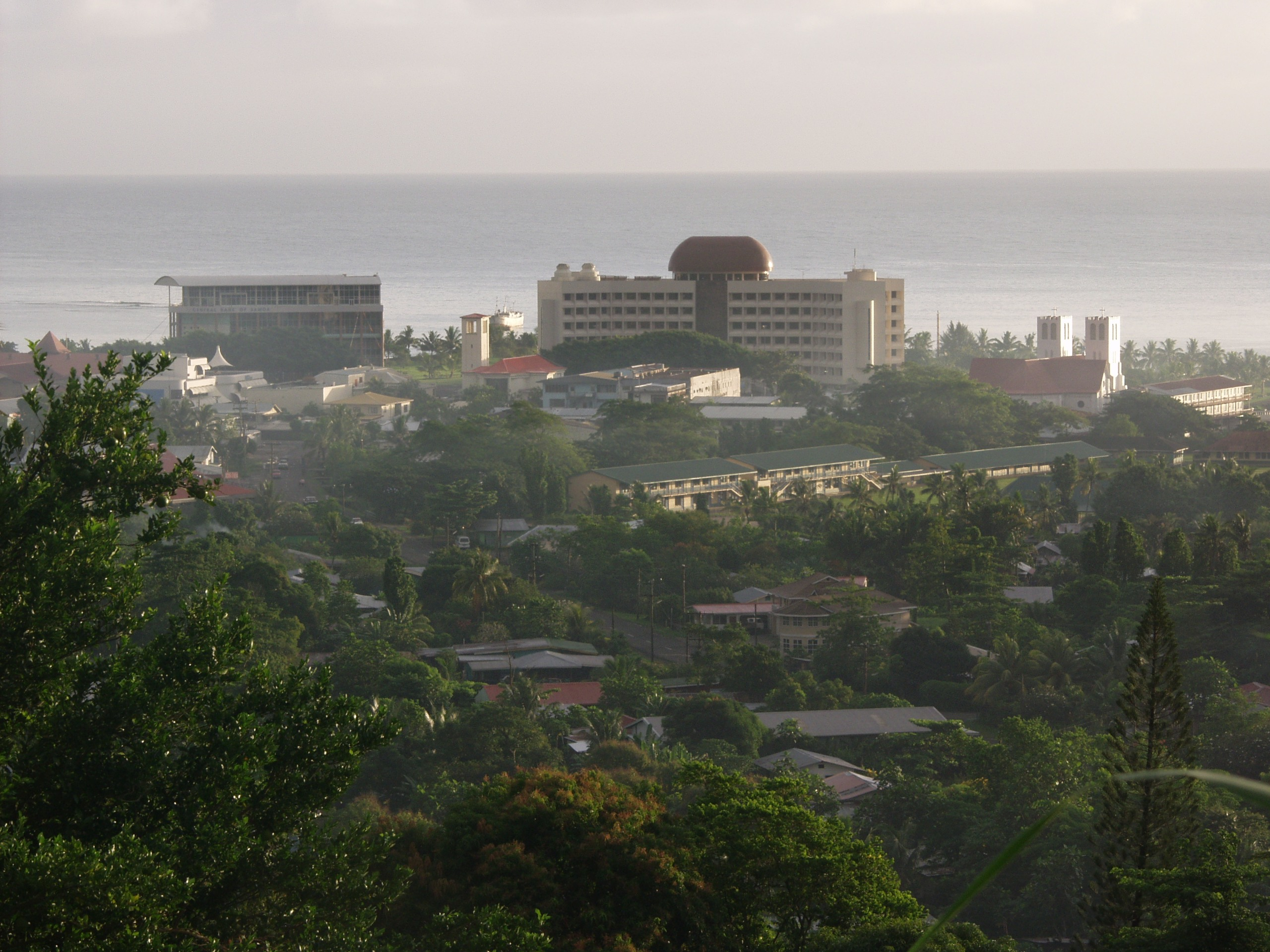
首都アピアの政府庁舎

政体については諸説あり、選挙立憲君主制と見なす場合と、憲法を厳密に解釈し共和制と見なす場合がある。日本の外務省はサモアの政体を「選挙により国家元首を選ぶ制度」としている。
立法議会は一院制で、サモア語で Fono と呼ばれる。議員の定数は49名で、任期は5年である。47名は、サモアの伝統的指導者層である首長（マタイ、matai）から選ばれ、残り2名は欧米系などの移民の代表として選ばれる。首相は、立法議会の議員の過半数により選挙された国会議員が、国家元首であるオ・レ・アオ・オ・レ・マーローの任命により就任する。
オ・レ・アオ・オ・レ・マーロー（国家元首）の定員は1名。任期は5年間。立法議会による選挙で選ばれる。憲法の規定では、立法議員の被選挙権を有する者は誰でも、オ・レ・アオ・オ・レ・マーローの被選挙権を有するものとされているが、実際には、サモア社会で特別に高い権威を有する4家の大首長（タマ・ア・アイガ）から選ばれるのが当然とみなされている。タマ・ア・アイガはいずれも特定の家系による世襲制である。世襲制とはつまりタマ・ア・タイガとオ・レ・アオ・オ・レ・マーローが交互に襲名し永遠と2者間で繰り返される政治をおこなう恐れもある。
1982年の総選挙以来、全土で強力な知名度と影響力を持つ人権擁護党（HRPP）が圧倒的な多数票を獲得して勝利を続け、長期政権を担ってきたが、2021年の総選挙では裁判闘争にまでもつれ込んだ激戦の末に新党のFAST党が勝利した。

## 軍事
サモアには正式な防衛機構も正規の軍隊も無い。ニュージーランドとの友好条約に基づき、有事の際はニュージーランドが支援する。
国家警察であるサモア警察の警察官は通常は非武装であるが、例外的な状況においては大臣の承認を得て武装することができる。 2022年現在、サモアには900人から1,100人の警察官がいる。

## 国際関係
ニュージーランド及びオーストラリアとの緊密な関係維持を基本とし、南太平洋地域諸国との協力関係も重視している。日本とは1973年に国交を樹立。日本はオーストラリア、ニュージーランドに次ぐ主要援助国になっている。

## 地方行政区域

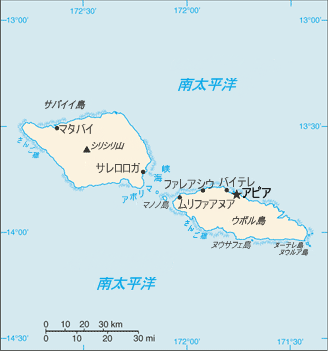
サモアの地図

11行政区で構成される。人口が最大の行政区は、首都アピアがあるツアマサガであり、サモア人口の半数近くが住む。

## 知事

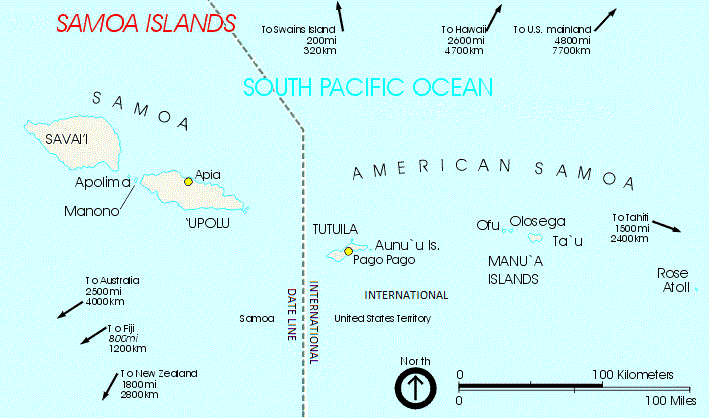
サモア諸島

ニュージーランドの北2,300キロ、ハワイ州の南3,700キロの南太平洋上のサモア諸島に属し、広さ2,935km²（日本の鳥取県より少し小さい）の島国である。東にはアメリカ領サモアを挟んでクック諸島、南にトンガ、そして北にはニュージーランド領のトケラウ諸島が連なる。
おもにサバイイ島（面積1,700km²）とウポル島（1,115km²）の2つの大きな島などで構成されている。大きな2島は18キロの海峡を挟んでいるが、その間には2つの小島（マノノ島とアポリマ島）がある。サバイイ島とウポル島はともに火山島であり、サバイイ島にある最高峰シリシリ山は標高1,858メートルである。海岸地帯には珊瑚礁が発達している場所もあるが、急激に300メートル以上の海崖の場所もある。

### 気候
サモアは熱帯雨林気候で、年間平均気温は 26.5 °C (79.7 °F) で、11 月から 4 月が主な雨季だが、どの月にも大雨が降る可能性がある。

## 経済
経済的に生産されるものの80%以上が自給用である。農業と沿岸漁業中心で、コプラやタロイモなどを生産している。なお、ニュージーランドやアメリカ合衆国（ハワイ州・カリフォルニア州）には国内人口をはるかに上回る規模のサモア人が居住しており、彼らからの送金が経常収支の莫大な赤字を埋めている。

### 農業
ドイツの植民地化以前の期間（19世紀後半から）、サモアでは主にコプラが生産されていた。ドイツの商人や入植者は、中国やメラネシアからの輸入労働者に頼って、大規模なプランテーション経営の導入や、特にカカオ豆やゴムなどの新産業の発展に積極的に取り組んだ。 1918 年に第一次世界大戦が終わり、天然ゴムの価値が大幅に下がったとき、ニュージーランド政府は、ニュージーランドに大きな市場があるバナナの生産を奨励した。
標高の変化により、サモアでは広範囲の熱帯および亜熱帯作物を栽培することができる。土地は通常、外部の利益者が利用できるものではない。総面積 2,934 km 2 (725,000 エーカー) のうち、約 24.4% が永続作物で、さらに 21.2% が耕作可能である。約4.4％は西サモア・トラスト・エステート・コーポレーション（WSTEC）である。
サモアの主な産品は、コプラ（乾燥したココナッツの肉）、カカオ豆（チョコレート用）、ゴム、バナナです。サモアのヤシカブトムシが根絶されれば、サモアはより多くのコプラを生産できる可能性がある。サモアのカカオ豆は非常に高品質で、ニュージーランドの高級チョコレートに使用されている。ほとんどはクリオロとフォラステロのハイブリッドである。コーヒーの生育は良好ですが、生産量は不均一である。 WESTEC は最大のコーヒー生産者である。
他の農業産業はそれほど成功していないことが証明されている。サトウキビの生産はもともと 20 世紀初頭にドイツ人によって確立された。サトウキビを輸送するための古い線路は、アピアの東のいくつかのプランテーションで見ることができる。パイナップルはサモアでよく育つが、地元消費を超えて主要な輸出品にはなっていない。

### 情報・通信
サモア独立国の主要放送局は国営の Samoa Broadcasting Corporation と Television Glaceland があり、Samoa Broadcasting Corporation のテレビチャンネルテレビサモアのオレラリという番組は視聴率90%ときわめて高い。インターネットにおいては、電話回線のモデム接続と無線LANによるインターネットがある。新聞は SamoaLive! とサモアオブザーバーがある。

## 国民

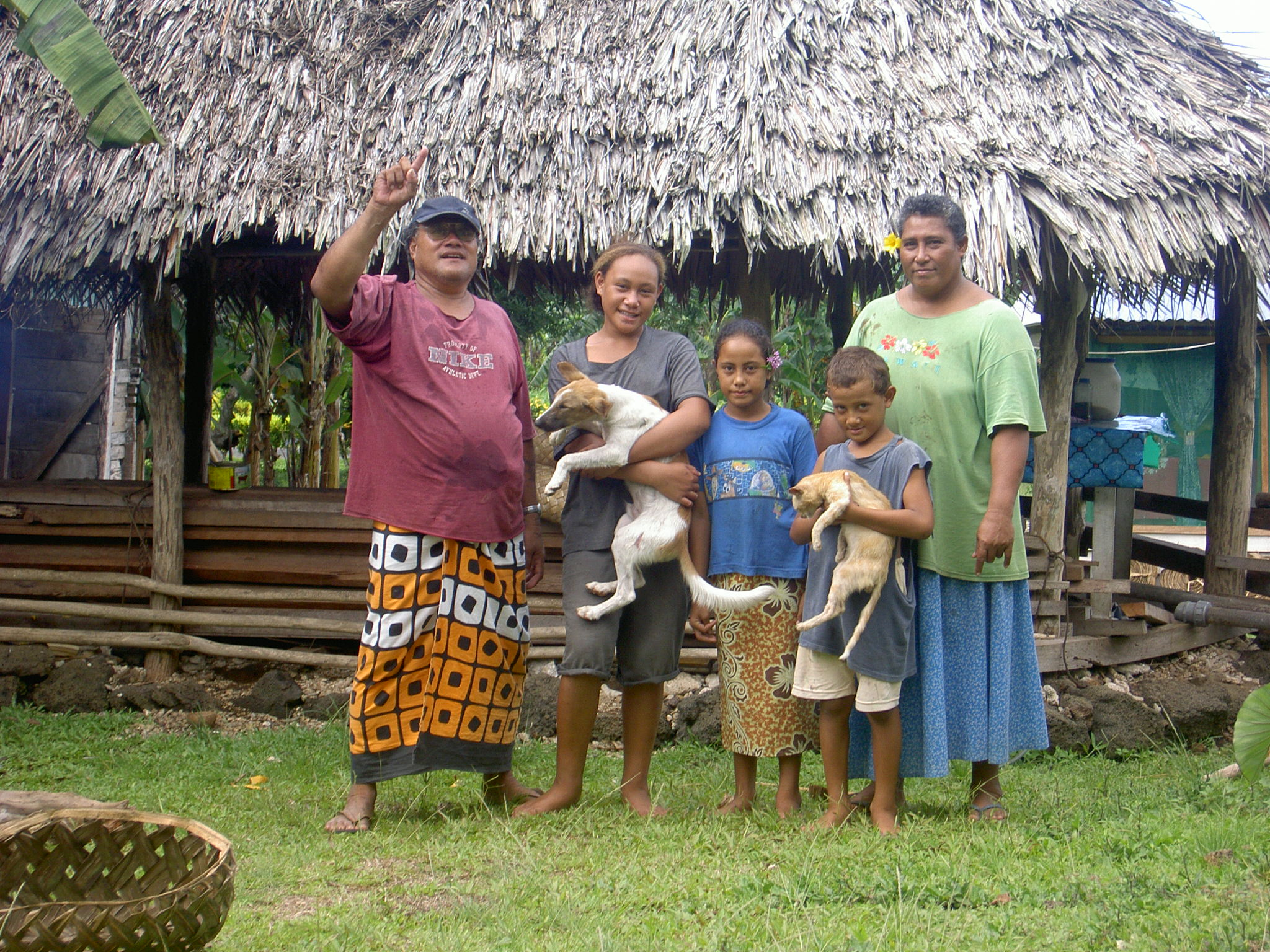
サモアの家族

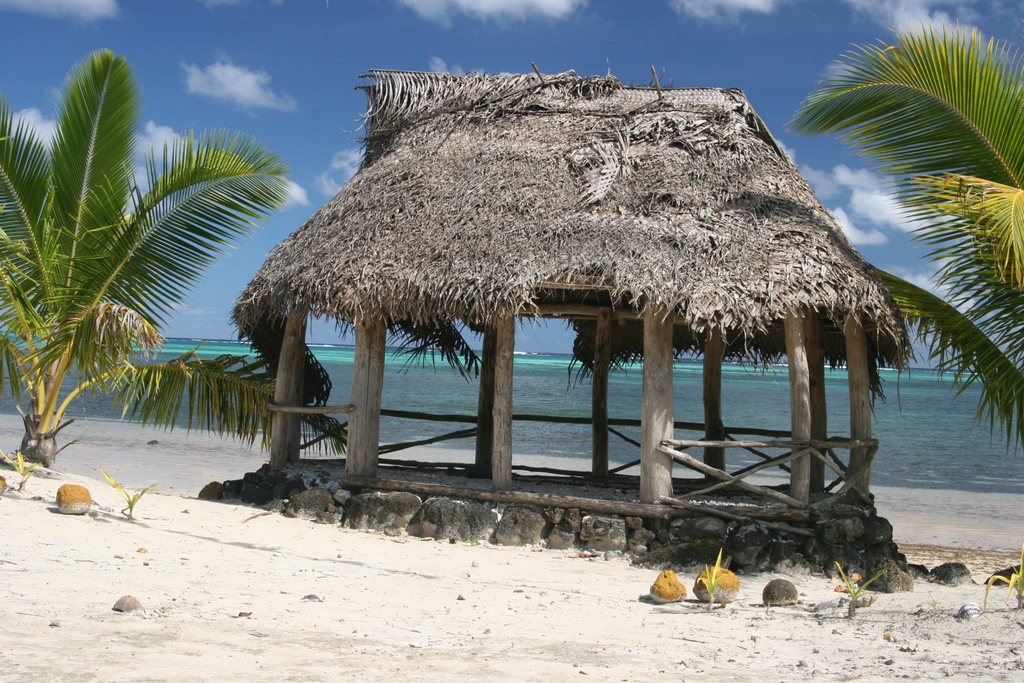
マノノ島の家

### 民族
サモアの国民は、9割がポリネシア系のサモア人である。サモア人と白人や中国人との混血が約7%。2% がサモア人とニュージーランドの二重国籍。

### 治安
サモアは一般的に「安全な国」と言われるが、マタイの権限が強いため、入域する場合はあいさつが必須である。地方の住民は壁のない家に住んでいる。凶悪犯罪は少ないが、防犯に十分な注意が必要である。共有感覚が強いので窃盗が多発するがマタイ（チーフ）に訴えれば戻る場合が多い。

### 言語
公用語は、サモア語と英語である。住民はサモア語で語り、公文書もサモア語である。学術的文書や記録は英語を使用する。

### 宗教

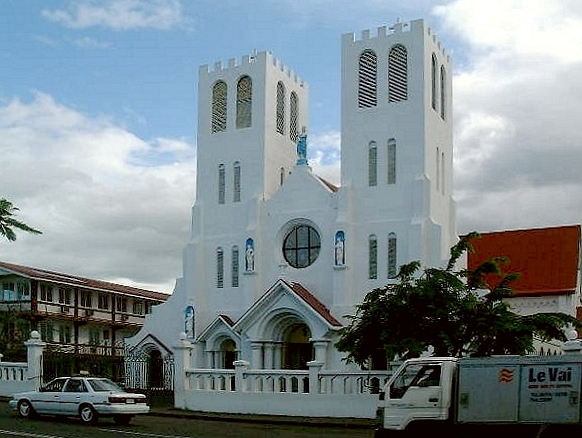
首都アピアのカトリック教会

宗教は、キリスト教が97%を占める。メソジスト30％、合同教会30％、カトリック教会20％、モルモン教15％、その他5%。都市や村々には他の建物とは比べものにならないほど立派な教会があり、日曜は安息日であり、家族揃って着飾って礼拝やミサに出かける。午後は、仕事をしないで散歩（サバリ）や横になって過ごす。刑務所の囚人も解放され礼拝やミサに出かけるが、夕方には戻る。

### 衛生
2019年11月、サモアでは麻疹が突然流行。4歳未満の子ども48人を含む53人が死亡した（2019年のサモアにおける麻疹の流行）。政府は、政府機関を閉鎖してワクチン接種キャンペーンを実施した。

## 文化

### 建築
サモアの建築の内、伝統的住居は「ファレ」（Fale）と呼ばれ、南洋の気候風土に合わせて風通しをよくするため柱と屋根だけでできており、壁や間仕切りのない構造である。

### 音楽
- サモア島の歌 - ポリネシア民謡
  - 日本では小林幹治が歌詞をつけて、NHKの「みんなのうた」でも放送された[15]。

### スポーツ
サモアではラグビー、サッカーが盛んである。
ラグビーユニオンはサモアの国技であり、マヌ・サモアの愛称で知られる代表チームは、はるかに人口の多い国のチームと常に競争している。サモアは1991年以来、すべてのラグビーワールドカップに出場しており、1991年、 1995年には準々決勝、 1999年のワールドカップでは2回戦に進出した。 2003年のワールドカップでは、マヌ・サモアは最終的に世界チャンピオンとなったイングランドを破る寸前までいった 。サモアはパシフィック・ネイションズ・カップとパシフィック・トライ・ネイションズにも出場した。このスポーツは、パシフィック・アイランダーズ・ラグビー・アライアンスのメンバーであるサモア・ラグビー・フットボール連合によって運営されており、パシフィック・アイランダーズ・ラグビーユニオンの国際チームにも貢献している。
サッカーは、1979年にサッカーリーグのサモア・ナショナルリーグが創設された。サモアサッカー連盟によって構成されるサッカーサモア代表は、これまでFIFAワールドカップには未出場である。しかしOFCネイションズカップには2度の出場歴をもつ。

### タトゥー
重要でユニークなタトゥーを持つ他のポリネシア文化 (ハワイアン、タヒチアン、マオリ)と同様に、サモア人にも 2 つの性別特有の文化的に重要なタトゥーがある。男性の場合、それはPe'aと呼ばれ、膝から肋骨に向かう領域を覆う複雑な幾何学模様のタトゥーで構成されている。このようなタトゥーを持つ男性はソガイミティと呼ばれる。サモアの少女には、膝のすぐ下から太もも上部までを覆うマルと呼ばれるタトゥーが与えられる。

### 祝祭日
| 日付                             | 日本語表記             | 現地語表記               | 備考 |
| -------------------------------- | ---------------------- | ------------------------ | ---- |
| 1月1日                           | 新年                   | New Year’s Day           |      |
| 1月2日                           | 新年の翌日             | Day after New Year's Day |      |
| 復活祭の前々日                   | 聖金曜日               | Good Friday              |      |
| 復活祭の前日                     | 聖土曜日               | Holy Saturday            |      |
| 春分後の初の満月の日の次の日曜日 | 復活祭                 | Easter Sunday            |      |
| 復活祭の翌日                     | イースターマンデー     | Easter Monday            |      |
| 5月の第二日曜日                  | 母の日                 | Mother’s Day             |      |
| 6月1日                           | 独立記念日             | Independence Day         |      |
| 8月の第二日曜日                  | 父の日                 | Father’s Day             |      |
| 10月の第二日曜日                 | ロトゥ・ア・タマイティ | Lotu a Tamaiti           |      |
| 12月25日                         | クリスマス             | Christmas Day            |      |
| 12月26日                         | ボクシング・デー       | Boxing Day               |      |

これらの他に日曜日で固定された祝日の翌日は常に振替休日となる。